# Red de telecomunicación

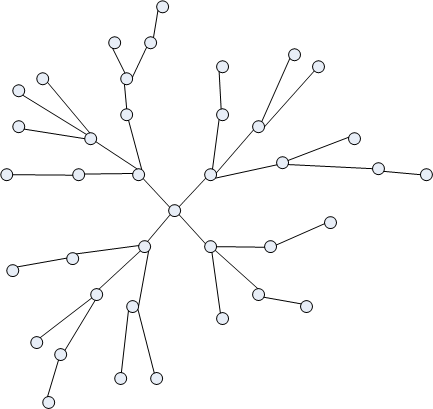
Un diagrama genérico de una red informática 'de árbol' o 'jerárquica', con diseño radial.

Una red de telecomunicación es un conjunto de medios, tecnologías, protocolos y facilidades en general, necesarios para el intercambio de información y archivos entre los usuarios de una red. La red es una estructura, que, para su estudio suele dividirse en los siguientes componentes:
- Red de acceso
- Red de tránsito o núcleo de red
- Servidor
- Estaciones de trabajo
- Recursos Periféricos y Compartidos

Los siguientes son ejemplos de redes de telecomunicaciones:
- las redes de computadoras
- Internet
- la red telefónica
- la red global Télex
- la red aeronáutica ACARS

## Mensajes y protocolos
Los mensajes son generados por una terminal de envío. A continuación, se transmiten a través de la red de enlaces y nodos hasta que llegan a la terminal de destino. Es trabajo de los nodos intermedios gestionar los mensajes y enviar el enlace correcto hacia su destino final.
Estos mensajes constan de secciones de control (o señalización) y secciones portadoras que pueden ser enviadas juntas o por separado. La parte portadora es el contenido real que el usuario desea transmitir (por ejemplo, algún discurso codificado, o un correo electrónico), mientras que la parte de control instruye a los nodos acerca de dónde y, posiblemente, de qué forma tiene que ser enviado a través de la red. Se han desarrollado un gran número de protocolos a lo largo de los años para especificar cómo cada tipo de red de telecomunicaciones debe manejar los mensajes de control y los mensajes portadores para lograr esto de manera eficiente.

## Componentes
Todas las clasificaciones de componentes de canales de telecomunicaciones, computadoras, y software para el control de las telecomunicaciones son:
- Las terminales son los puntos de arranque y parada en cualquier entorno de red de telecomunicación. Cualquier dispositivo de entrada o salida que se utiliza para transmitir o recibir datos puede ser clasificado como un componente de terminal.[1]

- Los procesadores de telecomunicaciones apoyan la transmisión de datos y la recepción entre las terminales y los ordenadores, proporcionando una variedad de funciones de control y apoyo. (es decir, convertir los datos de digital a analógico y viceversa)[1]

- Los canales de telecomunicaciones son el camino por el cual los datos son transmitidos y recibidos. Los canales de telecomunicaciones se crean a través de una variedad de medios de los cuales los más populares incluyen alambres de cobre, y cables coaxiales (cableado estructurado). Los cables de fibra óptica se utilizan cada vez más para traer conexiones más rápidas y robustas a empresas y hogares.[1]

- En Un Entorno de Telecomunicaciones los ordenadores están conectados a través de los medios para efectuar sus tareas de comunicación.[1]

- El software de control de telecomunicaciones está presente en todos los ordenadores conectados a una red y es responsable de controlar las actividades y la funcionalidad de la red.[1]

Las primeras redes fueron construidas sin ordenadores, pero a finales del siglo XX sus centros de conmutación fueron informatizados o las redes fueron remplazadas con las redes de ordenadores.

## Estructura de la red
En general, todas las redes de telecomunicaciones conceptualmente constan de tres partes o planos.
- El plano de control lleva la información de control (también conocida como señalización).

- El plano de datos, el plano de usuario o el plano portador transmite el tráfico de la red de usuarios.
- El plano de gestión transmite las operaciones y la administración de tráfico necesarias para la gestión de red.

## Ejemplo: la red de datos TCP/IP
La red de datos se utiliza ampliamente en todo el mundo para conectar a individuos y organizaciones. Las redes de datos se pueden conectar para permitir a los usuarios un acceso libre de irregularidades a fuentes alojadas fuera del proveedor particular al que están conectadas. Internet es el mejor ejemplo de muchas redes de datos de diferentes organizaciones, todas funcionando bajo un único espacio de direcciones.
Las terminales unidas a las redes TCP/IP son dirigidas mediante las direcciones IP. Hay diferentes tipos de direcciones IP, pero la más común es la IPv4. Cada única dirección se compone de 4 números enteros entre 0 y 255, por lo general separados por puntos cuando están escritos, por ejemplo, 82.131.34.56.
TCP/IP son los protocolos fundamentales que proporcionan el control y el envío de mensajes a través de la red de datos. Hay muchas estructuras de red diferentes por las que TCP/IP se pueden utilizar para enrutar los mensajes eficientemente, por ejemplo:
- Redes de área extensa (WAN)
- Redes de área metropolitana (MAN)
- Redes de área local (LAN)
- Redes de área universitaria (CAN)
- Redes virtuales privadas (VPN)

Estas son las tres características que diferencian a las redes MAN de las LAN o WAN:
1. El área del tamaño de la red se encuentra entre las redes LAN y WAN. La red MAN tendrá un área física de entre 5 y 50 km de diámetro.[2]
2. Las redes MAN generalmente pertenecen a una sola organización. El equipo que interconecta la red, los enlaces, y la propia MAN suelen pertenecer a una asociación o un proveedor de red que proporciona o alquila el servicio a los demás.[2]
3. Una red MAN es un medio para compartir fuentes a gran velocidad dentro de la red. A menudo proporciona conexiones a las redes WAN para el acceso a las fuentes que están fuera del alcance de la MAN.[2]